# Glenn Seaborg
Glenn Theodore Seaborg (ur. 19 kwietnia 1912 w Ishpeming, Michigan, zm. 25 lutego 1999 w Lafayette, Kalifornia) – amerykański chemik, odkrywca wielu pierwiastków transuranowych: plutonu, ameryku, kiuru, berkelu
i kalifornu. Laureat Nagrody Nobla w dziedzinie chemii w 1951 r.

## Życiorys
Studia rozpoczął w 1929 na Uniwersytecie Kalifornijskim w Los Angeles, doktoryzował się w 1937 na Berkeley. W latach 1961–1968 pełnił obowiązki przewodniczącego Komisji Energii Atomowej. W 1997 r. na jego cześć nazwano sztucznie wytworzony pierwiastek 106. Od tego momentu stał się jedyną osobą, która mogła zapisać cały swój adres za pomocą nazw pierwiastków: seaborg, lorens, berkel, kaliforn, ameryk (Glenn Seaborg, Lawrence Berkeley National Laboratory, Berkeley, California, United States of America). W 1980 r. dokonał transmutacji bizmutu w złoto, co było głównym celem starożytnej i średniowiecznej alchemii.
W roku 1951 został wraz z Edwinem McMillanem wyróżniony Nagrodą Nobla w dziedzinie chemii za ich odkrycia w chemii transuranowców
W 1974 r. został członkiem zagranicznym PAN.
Laureat Nagrody Enrica Fermiego.